# 武文勇 (1960年)
武文勇（1960年9月29日—），男性，薄遼省人，越南政治人物。

## 生平
2010年10月19日至2015年10月2日間擔任越共薄寮省省委書記。2016年1月在越南共产党第十二届党代会上當選為中央委員，任越共中央內務委員會常务副主任。